# جوها ريسانن
جوها ريسانن (بالفنلندية: Juha Rissanen)‏ هو لاعب كرة قدم فنلندي، ولد في 13 نوفمبر 1958 في كووبيو في فنلندا. لعب مع كووبيون بالوسيورا.

## وصلات خارجية
- جوها ريسانن على موقع الاتحاد الدولي (مؤرشف)  (الإنجليزية)
- جوها ريسانن على موقع ناشيونال فوتبول تيمز (الإنجليزية)
- جوها ريسانن على موقع عالم كرة القدم.نت (الإنجليزية)
- جوها ريسانن على موقع أوليمبيديا (الإنجليزية)